# Reconhecimento internacional do Estado da Palestina

Países que reconhecem o Estado da Palestina
Países que anuciaram que vão reconhecer o Estado da Palestina
Países que anuciaram que vão reconhecer o Estado da Palestina Condicionalmente

Em maio de 2024, a Palestina é reconhecida como um país – neste caso, como um Estado soberano – por 143 dos 193 países-membros da Organização das Nações Unidas, representando uma porcentagem de 74% dos membros da ONU. O Estado da Palestina é um Estado observador não membro da Assembleia Geral das Nações Unidas desde 2012.
O reconhecimento internacional do Estado da Palestina tem sido o objetivo da Organização para a Libertação da Palestina (OLP) desde que a Declaração de Independência da Palestina proclamou o estabelecimento do Estado da Palestina em 15 de novembro de 1988 em Argel, na Argélia, em uma sessão extraordinária no exílio do Conselho Nacional Palestino.
A declaração foi prontamente reconhecida por uma série de países, e até o final do ano de 1988, o Estado já havia sido reconhecido por mais de 80 países. Em fevereiro de 1989, no Conselho de Segurança das Nações Unidas, o representante da OLP reivindicou o reconhecimento da região por 94 estados. Como parte de uma tentativa de resolver o permanente conflito israelo-palestino, o Acordo de Oslo assinado entre Israel e a OLP, em setembro de 1993, estabeleceu a Autoridade Nacional Palestina (ANP) como uma administração interina auto-regular nos territórios palestinianos. Israel não reconhece a Palestina como um Estado e mantém de facto o controle militar em todos os territórios.
Em 2024, 146 dos 193 Estados soberanos membros,  ou 76%, da ONU, reconheciam o Estado da Palestina. Muitos dos países que não reconhecem o Estado da Palestina, no entanto, reconhecem a OLP como "representante dos palestinos".
Ainda em maio de 2024, três países europeus em declaração, deixaram a neutralidade para anunciarem por meio de seus representantes que reconheciam o Estado da Palestina. O fato ocorreu no dia 22 de maio, quando os Primeiro-Ministro da Noruega, Jonas Støre, o Primeiro-Ministro da Espanha, Pedro Sánchez e o Primeiro-Ministro da Irlanda, Simon Harris, em comitiva de imprensa assim o anunciaram. As declarações não foram bem recebidas por Israel que após o anúncio, convocou os seus embaixadores na Noruega, Espanha e Irlanda para regressarem a Tel Aviv. E no início de junho foi a vez da Eslovênia reconhecer formalmente a Palestina.  
Israel e uma série de outros países não reconhecem a Palestina, tomando a posição de que o estabelecimento deste Estado só pode ser determinado através de negociações diretas entre Israel e a Autoridade Nacional Palestina. Os principais problemas atualmente obstruindo um acordo são a fronteira, segurança, direitos marítimos, o status de Jerusalém e a liberdade de acesso à locais religiosos.

## Palestina nas Nações Unidas
Em 14 de Outubro de 1974, a Organização de Libertação da Palestina (OLP) foi reconhecido pela Assembleia Geral da ONU como representante do povo palestino e recebeu o direito de participar nas deliberações da Assembleia Geral sobre a questão da Palestina em reuniões plenárias.
Em 22 de novembro de 1974, a OLP foi aprovada como observador não estatal da ONU, permitindo que a OLP a participe em todas as sessões da Assembleia, bem como em outras plataformas da ONU. Em 15 de dezembro de 1988, a Resolução da Assembleia Geral das Nações Unidas 43/177 "reconheceu" a Declaração de Independência da Palestina, de novembro de 1988, e substituiu a designação de "Organização de Libertação da Palestina" pela designação "Palestina" no sistema das Nações Unidas.
Em 23 de setembro de 2011, o presidente Mahmoud Abbas, em nome da OLP, apresentou um pedido de adesão da Palestina às Nações Unidas. Em 29 de novembro de 2012, a Assembleia Geral concedeu Palestina o status de Estado Observador Não Membro, através da Resolução da Assembleia Geral das Nações Unidas 67/19, por uma votação de 138 votos favoráveis a 9 votos contrários, com 41 abstenções. Em 17 de dezembro de 2012, a ONU decidiu que a designação de "Estado da Palestina" deve ser utilizada pelo Secretariado das Nações Unidas em todos os documentos oficiais das Nações Unidas".